# Chu Uy Liệt vương
Chu Uy Liệt Vương (chữ Hán: 周威烈王; trị vì: 425 TCN - 402 TCN), tên thật là Cơ Ngọ (姬午), là vị vua thứ 32 của nhà Chu trong lịch sử Trung Quốc.
Ông là con trai của Chu Khảo Vương – vua thứ 31 nhà Chu.
Năm 404 TCN, Chu Uy Liệt vương đã phong cho ba họ Hàn, Triệu, Ngụy ở nước Tấn trở thành chư hầu khi thế lực 3 họ này đã lấn át vua Tấn trong nhiều đời. Sự kiện này đã mở ra thời Chiến Quốc trong lịch sử Trung Quốc
Năm 402 TCN, Chu Uy Liệt vương qua đời. Ông ở ngôi 24 năm. Con ông là Cơ Kiêu lên nối ngôi, tức là Chu An Vương.